# 天主教兰州总教区
蘭州總教區（拉丁語：Archidioecesis Lanceuvensis；中國官方稱為：蘭州教區）是天主教在中國甘肅省中部建立的一個總教區，屬甘肅教省。

## 概況
1946年4月11日，聖座在中國設立聖統制，蘭州宗座代牧區升格為蘭州總教區，除總教區外，其所在的甘肅教省還下轄秦州教區和平涼教區2個教區。
1950年，蘭州總教區信徒人數為17,465人、89個堂區、44位司鐸、17位修士和92位修女。教座位於甘肅省蘭州市城關區金昌南路328號耶穌聖心主教座堂。現任總教區正權總主教為韓志海。他於2003年秘密晉牧就任，2017年11月10日公開就職。 

## 歷史

### 宗座代牧區時期
1878年6月21日，聖座從陝西宗座代牧區劃出甘肅省成立甘肅宗座代牧區。宗座代牧區由聖母聖心會會士負責管理，韓默理主教出任首任宗座代牧，教座設在涼州城西松樹莊。歷經35年之後，在甘肅省內的徽縣、成縣、天水、西和、禮縣、清水和甘穀等地建立教堂。
1888年10月1日，從甘肅宗座代牧區劃出甘肅新疆省成立天主教伊犁自治傳教區。1905年4月28日，甘肅宗座代牧區被一分為二，成立甘肅北境宗座代牧區及甘肅南境宗座代牧區。

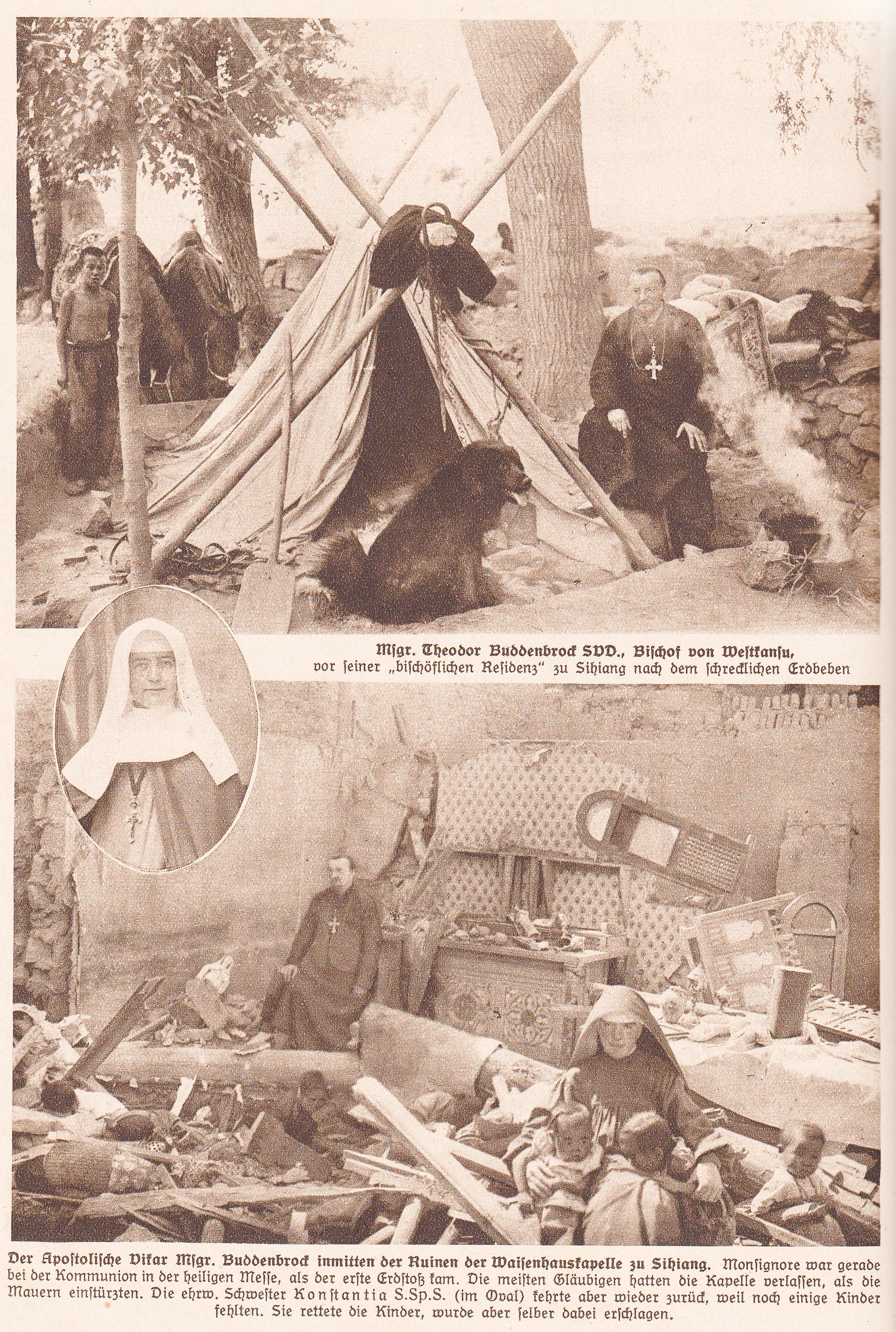
1927年，濮登博主教在中國傳教

1922年3月8日，甘肅北境宗座代牧區更名為甘肅西境宗座代牧區。同時，伊犁自治傳教區合併回甘肅西境宗座代牧區。宗座代牧區改由聖言會會士負責管理，濮登博主教出任宗座代牧。1924年12月3日，甘肅西境宗座代牧區以教座所在的城市更名為蘭州府宗座代牧區。1930年2月14日，再次從蘭州府宗座代牧區劃出新疆省，恢復新疆自治傳教區。

### 總教區時期

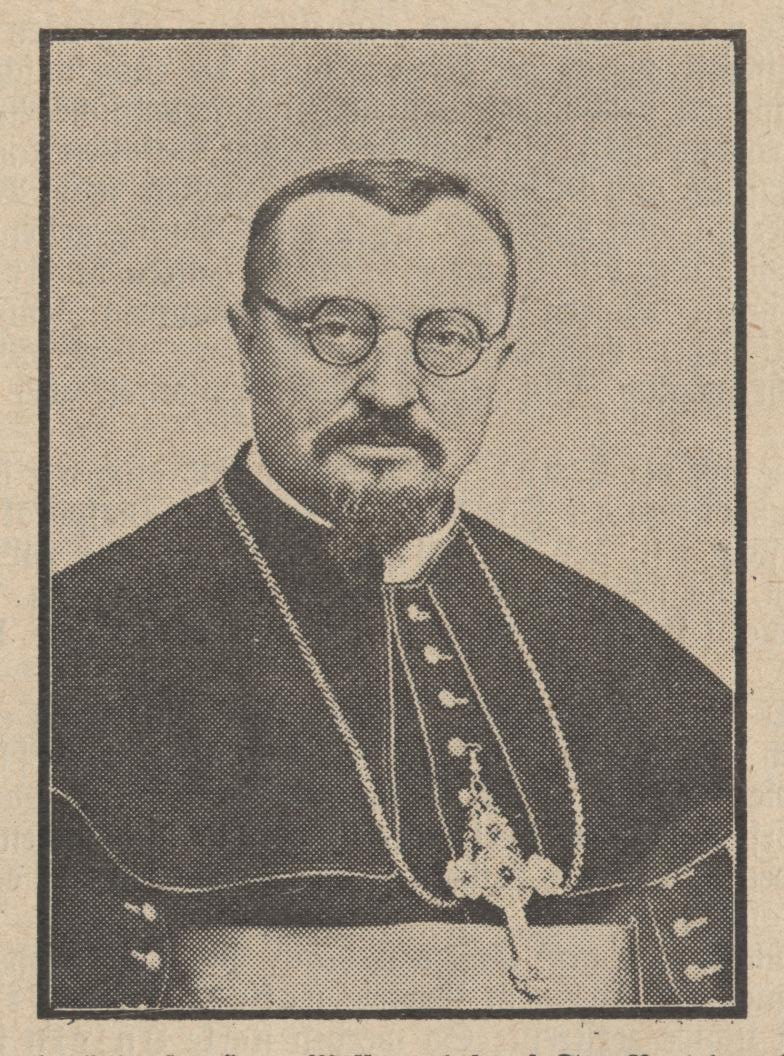
濮登博總主教

1946年4月11日，聖座在中國設立聖統制，蘭州府宗座代牧區升格為蘭州總教區，並組成甘肅教省，濮登博升任為首任正權總主教。
1949年10月1日，中國共產黨在中國大陸地區建立中華人民共和國，並開始針對天主教進行宗教迫害及打壓，教會已經無法正常功能。1950年，德國籍濮登博總主教和副主教趙承明神父被捕。1952年，濮總主教及其他外籍傳教士先後被中國政府驅逐出境。
1966年至1979年文化大革命期間，所有宗教活動停止。1981年，總教區恢復宗教，楊立柏獲地下教會秘密晉牧成為第二任正權總主教。
2002年9月8日，蘭州總教區聖神修女院五位矢發永願。現時，蘭州總教區可統計信徒人數約有三萬多人，宗教活動場所83處。

## 所轄堂區
以下是總教區內部分的堂區。 

| - 蘭州市 - 耶穌聖心主教座堂（城關區金昌南路328號） - 下川新城天主堂 - 小溝頭天主堂 - 武威市 - 古浪縣土門鎮天主堂 - 涼州區達子溝天主堂 - 涼州區金山（河南壩）天主堂 - 涼州區頭壩天主堂 - 涼州區松樹天主堂 - 胡家莊天主堂 - 東鄉天主堂 - 城區若瑟堂 | - 張掖市 - 甘州區城區天主堂 （甘州區勞動街教堂路口十字） - 甘州區上寺閘天主堂 - 民樂縣楊坊天主堂 - 甘州區六號天主堂 - 甘州區四號天主堂（張掖天主教公墓） - 甘州區園藝天主堂 - 山丹縣潘莊村（甘泉）天主堂 - 山丹縣陳戶（徐家莊）天主堂 - 其他地區 - 隴西縣城天主堂 - 永昌天主堂 - 榆中縣葛家灣天主堂 - 安西教友活動點 - 定西天主堂 - 大和樂天主堂 - 永豐灘北台天主堂 - 嘉峪關九號門天主堂 |

## 歷任主教

### 甘肅宗座代牧
- 韓默理主教,C.I.C.M.（1878年6月21日-1888年8月30日）：荷蘭籍[6]
- 陶福音主教,C.I.C.M.（1890年6月20日-1905年4月28日）：比利時籍[7]

### 甘肅北境宗座代牧
- 陶福音主教,C.I.C.M.（1905年4月28日-1918年1月14日）：比利時籍
- 費達德主教,C.I.C.M.（1920年3月5日-1922年3月8日）：比利時籍[8]

### 甘肅西境宗座代牧
- 教座從缺（1922年-1924年）
- 濮登博主教,S.V.D.（1924年11月25日-1924年12月3日）：德國籍[9]

### 蘭州府宗座代牧
- 濮登博主教,S.V.D.（1924年12月3日-1946年4月11日）：德國籍

### 蘭州總主教
- 濮登博總主教,S.V.D.（1946年4月11日-1959年1月18日）：德國籍
- 教座從缺（1958年-1981年）
- 楊立柏主教（1981年-1998年2月15日）：秘密晉牧，中國政府未承認。[10]
- 韓志海主教（2003年1月5日-現任）：2003年秘密晉牧，2017年11月10日公開就職加入愛國會。[11][12][13][14]